# Clara-Zetkin-Siedlung (Eberswalde)

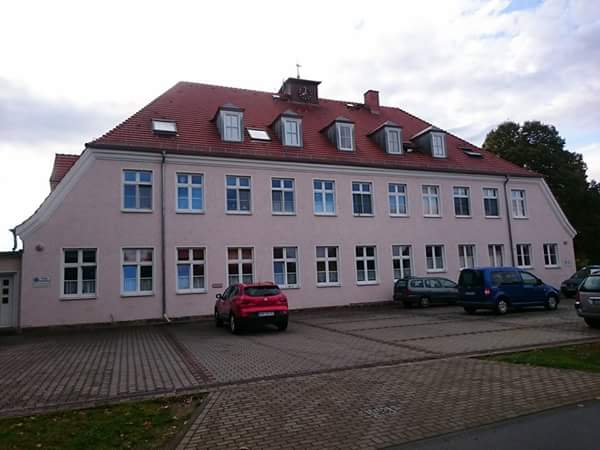
Ehemalige Schule Beethovenstraße 20a Denkmal

Die Clara-Zetkin-Siedlung ist ein Ortsteil der Kreisstadt Eberswalde in Brandenburg. In der nach Clara Zetkin benannten Siedlung wohnen circa 1100 Einwohner.

## Lage
Die Clara-Zetkin-Siedlung liegt circa vier Kilometer nordwestlich des Ortszentrums Finows und circa neun Kilometer nordwestlich des Zentrums von Eberswalde.
Unmittelbar südlich der Clara-Zetkin-Siedlung verläuft der Oder-Havel-Kanal. Östlich der Clara-Zetkin-Siedlung grenzt der Ortsteil Lichterfelde der Gemeinde Schorfheide an.

## Geschichte
Der Grundstein für die damalige Dietrich-Eckart-Siedlung war am 13. März 1934 gelegt worden – vor den Augen von 200 Siedlerfamilien mit 428 Kindern und 2400 Betriebsangehörigen der Hirsch Kupfer- und Messingwerke AG, dem späteren Messingwerk Finow. Das Baugelände hatte die Hirsch Kupfer- und Messingwerke AG bereits um 1920 vom damaligen Lichterfelder Kammerherren Elard von Oldenburg erworben. Das damals von Siegmund Hirsch geleitete Unternehmen und die Kurmärkische Kleinsiedlung Gesellschaft hatten die Bauträgerschaft. Die späteren Bewohner hatten beim Bau der Häuser mitzuhelfen. Es entstanden einzeln stehende Eigenheime und Doppelhaushälften in Typenbauweise. In drei Bauabschnitten wurden bis circa 1937 305 Siedlerstellen errichtet. Alle Siedler mussten dem Deutschen Siedlerbund beitreten und das Reichsheimstättengesetz anerkennen.
Die Grünanlagen der Clara-Zetkin-Siedlung wurden vom Landschaftsarchitekten Gustav Allinger entworfen.
Die Gründungsversammlung der Freiwilligen Feuerwehr fand am 13. Juni 1935 statt.
Im März 1937 erfolgte die Grundsteinlegung für die Schule, die ursprünglich nur für acht Klassen vorgesehen war. Das Schulgebäude steht unter Denkmalschutz.
Nach Kriegsende 1945 wurde nicht nur die Siedlung in Clara-Zetkin-Siedlung umbenannt, auch erhielten einige Straßen neue Namen:
| vor 1945               | ab 1945                                        |
| ---------------------- | ---------------------------------------------- |
| Walter-Flex-Straße     | Jonny-Schehr-Straße (jetzt John-Schehr-Straße) |
| Theodor-Fritsch-Straße | Scheeringer Straße                             |
| Hermann-Löns-Straße    | Schillerstraße (jetzt Beethovenstraße)         |
| Gorch-Fock-Straße      | Fichtestraße                                   |
| Eichendorffstraße      | Eichendorffstraße                              |
| Theodor-Körner-Straße  | Goethestraße (jetzt Heinrich-Mann-Straße)      |
| Fontanestraße          | Fontanestraße                                  |

Der Deutsche Siedlerbund wurde nach dem Krieg aufgelöst. Die Siedler organisierten sich nunmehr in den Sparten des Verbandes der Kleingärtner, Siedler und Kleintierzüchter (VKSK). Die Siedlergemeinschaft errichtete 1953 das Siedlerheim im Wesentlichen in Eigenleistung. Weiterhin wurden der Sportplatz und das Sportlerheim errichtet.
In DDR-Zeiten wurde die Schule zunächst als acht-, später als zehnklassige Polytechnische Oberschule eingerichtet (12. POS „Clara Zetkin“). Um Platz für sanitäre Einrichtungen und einen Kindergarten zu schaffen, wurde an das Schulgebäude ein Flachbau angebaut. Das neue Gebäude wurde am 8. Mai 1974 eingeweiht. 1984 wurde mit dem Bau einer Turnhalle und eines Heizhauses begonnen, welche 1985 eingeweiht wurden. Das Schulhaus wurde ebenfalls an das Heizhaus angeschlossen.
Eine erste Erweiterung der Clara-Zetkin-Siedlung erfolgte in den 1970er und 1980er Jahren, als zwischen der Fichtestraße und dem Oder-Havel-Kanal weitere Eigenheime entstanden. Ursprünglich hieß dieser Bereich ebenfalls Fichtestraße. Im selben Zeitraum wurden westlich der Siedlung in einem Waldgebiet Parzellen für die Nutzung als Wochenendhaus ausgewiesen und bebaut.
1991 wurde aus der allgemeinbildenden polytechnischen Oberschule eine sechsklassige Grundschule. In einem mehrjährigen Stufenplan erfolgte der Abbau der Klassen, so dass die Clara-Zetkin-Schule im Sommer 1997 aus dem Schulregister des Landes Brandenburg gestrichen wurde. Von 1938 bis 1997 unterrichteten 116 Lehrer 2174 Schüler an dieser Schule. Im Schuljahr 1997/98 nutzte die Grundschule Finow auf Grund von Renovierungsarbeiten das Schulgebäude, bevor die Schule 1998 endgültig geschlossen wurde. Das Schulhaus wurde verkauft und zu einem Wohnhaus umgebaut. Turnhalle und Heizhaus wurden abgerissen und die Fläche mit Eigenheimen bebaut. Die Räume des ehemaligen Kindergartens wurden in eine Begegnungsstätte umgebaut und am 10. November 2000 eingeweiht.
In den 1990er Jahren wurde durch die Stadt Eberswalde der Straßenabschnitt südlich der Fichtestraße in Fritz-Reuter-Straße umbenannt. Die Wohnhäuser erhielten im Zuge der Umbenennung auch neue Hausnummern.
Eine weitere Erweiterung der Baufläche erfolgte 1997 mit der Ausweisung von weiteren Baugrundstücken an den neu gebauten Straßen „Am Graben“ und „Ligusterweg“ östlich der Ortslage. 2015 wurde der vierte und letzte Bauabschnitt übergeben. Die ursprünglich vorgesehene Erweiterung des Baugebiets durch den Bau von zwei weiteren Erschließungsstraßen parallel zur Straße „Ligusterweg“ wurde durch das Inkrafttreten der zweiten Änderung des Bebauungsplanes Nr. 708 „Clara-Zetkin-Siedlung - Hinter der Fliederallee“ im Juni 2018 auf den Bau einer Erschließungsstraße verringert. Ziel ist es, die Baufläche um ein Viertel zu reduzieren und die Grundstücksgrößen dem Bedarf anzupassen. Anfang Oktober 2020 wurden die Arbeiten an der neuen Erschließungsstraße begonnen, die den Namen der DDR-Schlagersängerin Bärbel Wachholz tragen soll. Der Bärbel-Wachholz-Weg wurde am 18. Mai 2021 eingeweiht und somit 32 Baugrundstücke erschlossen.
Weiterhin wurden die westlich der Ortslage liegenden Wochenendhausparzellen zum Dauerwohnen genehmigt, so dass auch dort weitere Eigenheime entstanden. Die vorher nicht benannten unbefestigten Straßen erhielten den Straßennamen „Zum Oder-Havel-Kanal“.
Am 10. und 11. Juli 2009 wurde das 75-jährige Bestehen der Clara-Zetkin-Siedlung gefeiert. Die Siedlung bestand zu dem Zeitpunkt aus 134 Doppelhäusern, 112 Eigenheimen und zehn Mietwohnungen (in der ehemaligen Schule). Am 14. Juni 2014 feierte die Clara-Zetkin-Siedlung den 80. Geburtstag.

Am 13. Juni 2015 wurde das 80-jährige Bestehen der Freiwilligen Feuerwehr der Clara-Zetkin-Siedlung gefeiert. Zu dem Zeitpunkt bestand die Freiwillige Feuerwehr Clara-Zetkin-Siedlung aus 18 aktiven Mitgliedern, darunter drei Frauen. 

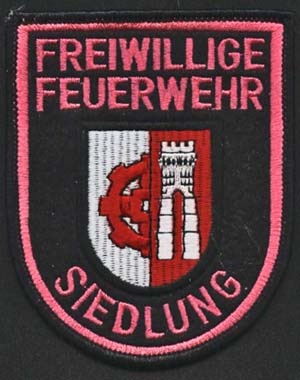
Ärmelabzeichen der Freiwilligen Feuerwehr Clara-Zetkin-Siedlung

Im November 2015 wurde mit der Übergabe der grundhaft ausgebauten Fliederallee der Ausbau der Straßen in der Clara-Zetkin-Siedlung, der 1996 mit dem Ausbau der Fichtestraße begonnen wurde, abgeschlossen.
Am 15. Juni 2019 wurde das 85-jährige Bestehen der Clara-Zetkin-Siedlung gefeiert.
In ihrer Sitzung am 24. Oktober 2023 hat die Stadtverordnetenversammlung Eberswalde die 4. Satzung zur Änderung der Hauptsatzung der Stadt Eberswalde beschlossen, mit der die Clara-Zetkin-Siedlung den Status eines Ortsteils mit Ortsteilvertretung erhalten hat. Für den Ortsteil Clara-Zetkin-Siedlung ist ein aus drei Personen bestehender Ortsbeirat vorgesehen. 
Am 25. Mai 2024 wurde das 90-jährige Bestehen mit einem Ortsteilfest gefeiert.

## Politik
Die Wahl zum Ortsbeirat erfolgte am Tag der allgemeinen Kommunalwahl am 9. Juni 2024.
| Partei/Wählergruppe              | Stimmenanteil 2024 |
| -------------------------------- | ------------------ |
| AfD                              | 25,9 %             |
| BVB / FREIE WÄHLER Eberswalde    | 23,6 %             |
| Einzelbewerber Ludewig, Matthias | 24,4 %             |

Der Ortsbeirat besteht aus Marco Seifert (AfD) Oskar Dietterle (BVB / FREIE WÄHLER Eberswalde) und dem Einzelbewerber Matthias Ludewig. Zum Ortsvorsteher wurde gemäß § 45 Absatz 2 Satz 2 der Kommunalverfassung Matthias Ludewig gewählt.

## Kultur und Einrichtungen
- Freiwillige Feuerwehr Clara-Zetkin-Siedlung (Eberswalde)
- Siedler-Sportclub Eberswalde e. V.
- Siedlergemeinschaft Clara-Zetkin-Siedlung e. V.
- Angelverein Clara-Zetkin-Siedlung e. V.